# Tito Vespasiano Strozzi
Tito Vespasiano Strozzi (né à Ferrare en 1424 et mort dans la même ville le 30 août 1505) est un poète italien de la Renaissance actif auprès de la maison d'Este  de Ferrare. Il figure comme interlocuteur dans De politia litteraria d'Angelo Decembrio.

## Biographie
Tito Vespasiano Strozzi est un descendant de la famille Strozzi exilée de Florence, fils de Giovanni, qui a servi à Ferrare comme commandant auprès de Nicolas III d'Este.  Tito  est un patricien de Ferrare, éduqué dans la culture humaniste. Courtisan successifs des ducs de Ferrare, Leonel, Borso, et Hercule d'Este, il se voit confier plusieurs postes importants dans l'administration et la magistrature. Il était entre autres  le porte-parole officiel du Duc de Ferrare (1473), a servi comme Gouverneur de Rovigo et de Polésine (1473-1484) puis est nommé Giudice dei Savi (1497-1505). Son fils Ercole Strozzi lui succède à ce poste. Tito Strozzi fait partie des membres de la cour qui en mars 1471 ont accompagné à Rome le duc de Ferrare afin d'être promus marquis par le pape Sixte IV.
Son portrait de profil, portant la signature de Baldassare d'Este (fils naturel de Nicolas III d'Este) daté de 1499, fait partie de la collection de Vittorio Cini au Palazzo Loredan Cini.

## Œuvres
Tito Vespasiano Strozzi est connu pour ses compositions humanistes en latin et quelques sonnets en italien. On dit qu'il a passé sa vie à améliorer les versets amoureux écrits lors de sa jeunesse. Il a acquis son style littéraire à Vérone auprès de Guarino.
Parmi ses œuvres figurent six livres de Eroticon, une série d' élégies raffinés en versets latins semblables et une vulgarisation de De vita solitaria de Pétrarque. Un  manuscrit enluminé  a été acheté par l'humaniste Celio Calcagnini à l'ancienne bibliothèque des rois Aragonais de Naples, dispersée par Isabelle des Baux,  reine déchue.
Son héroïque Borsiade  célébrant son mécène Borso d'Este est perdue, hors petit nombre de fragments. Il  a aussi écrit des épigrammes, et des sermons. Ses  œuvres ont été publiées par Alde Manuce en 1513, avec celles de son fils, sous le titre Strozii poëtae pater et filius.